# Zvezdan Jovanović
Zvezdan Jovanović ps. Zmeja (cyr. Звездан Јовановић) (ur. 19 lipca 1965 w mieście Peć, Kosowo) – snajper, zastępca dowódcy Jednostki Operacji Specjalnych nazywanej „czerwone berety”, zabójca byłego premiera Republiki Serbii Zorana Đinđicia.
Syn Radomira i Stanicy, z zawodu ślusarz. W 1991 dołączył do organizacji serbskich ochotników wojennych dowodzonej przez Željko „Arkana” Ražnatovicia, z którą uczestniczył w działaniach militarnych, najczęściej na terenie Kosowa.
12 marca 2003 jednym strzałem z karabinu HK G3 zabił prozachodniego premiera Serbii Zorana Đinđicia. Wraz z inicjatorem zamachu Miloradem Ulemkiem został skazany na 40 lat więzienia.